# Kaoru Abe
Kaoru Abe (阿部薫) (3 mai 1949 - 9 septembre 1978) est un saxophoniste alto japonais de free jazz, qui joue généralement seul. Mort d'une overdose de sédatifs, il est l'objet d'un culte au sein du milieu jazz japonais underground. Il fut marié à l'auteur Izumi Suzuki (ja), et Koji Wakamatsu lui consacra, avec le film Endless Waltz, une biographie. Parmi ses collaborateurs, il y avait Masayuki Takayanagi (avec qui il forma les New Directions en 1970), Derek Bailey, Sabu Toyozumi, Aquirax Aida, et Motoharu Yoshizawa. Yoshihide Ōtomo et Masayoshi Urabe revendiquent l'influence de Abe.
Il était le cousin du célèbre chanteur Kyu Sakamoto et était diplômé de l'université de Kawasaki.

## Discographie partielle
- Kaitai Teki Kohkan, en duo avec Masayuki Takayanagi, enregistré le 28 juin 1970
- Akasia No Ame Ga Yamutoki, avec Yasukazu Sato, enregistré en 1971, réédité en 2003.
- Winter, concert pirate enregistré en 1972, sorti en 1974.
- Partitas, enregistré en 1973, réédité en 2003.
- Nord, en duo avec Yoshizawa Motoharu, enregistré en 1975.
- Mort à Crédit, enregistré en 1976, dernier album sorti du vivant de Abe.